# Kontrollarmband

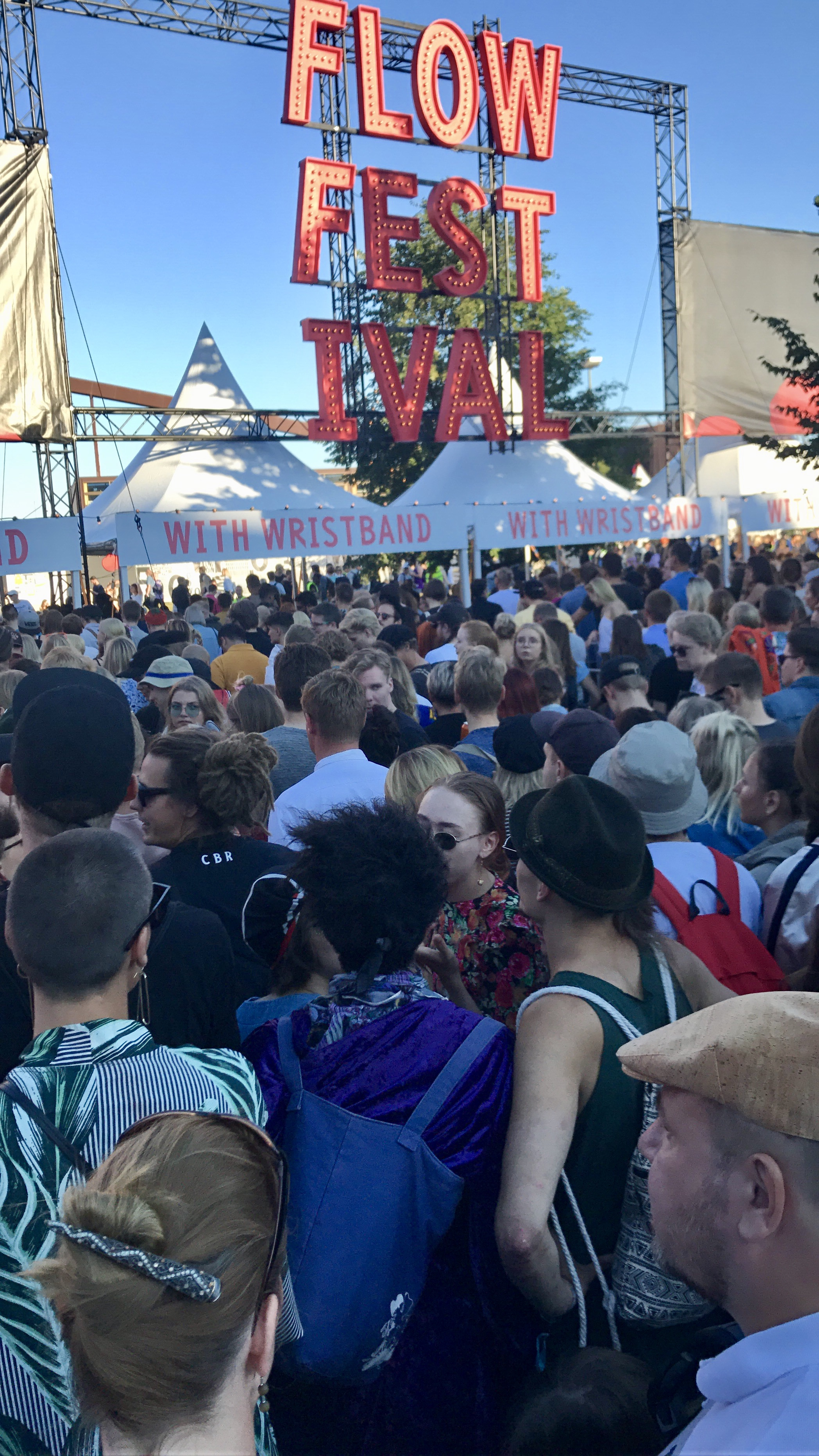
Eingang des Flow Festival 2017 mit Information „With wristband“ („Mit Armbändchen“)

Ein Kontrollarmband (auch Einlassband) besteht aus einem am Handgelenk zu befestigenden dünnen Streifen aus Kunststoff, Textilien oder Papier. Insbesondere bei Veranstaltungen ist es ein oft benutztes Identifikationsmittel. Durch seine Farben und Aufdrucke ist die jeweilige Berechtigung ersichtlich. Um eine Mehrfachnutzung oder Übertragung zu verhindern ist es so gestaltet und angebracht, dass es nicht unzerstört entfernt werden kann. In seiner einfachsten Form wird es zur optischen Zugangskontrolle verwendet, für erweiterte Anwendungen kann es auch mit NFC oder RFID ausgestattet werden.

## Kunststoff

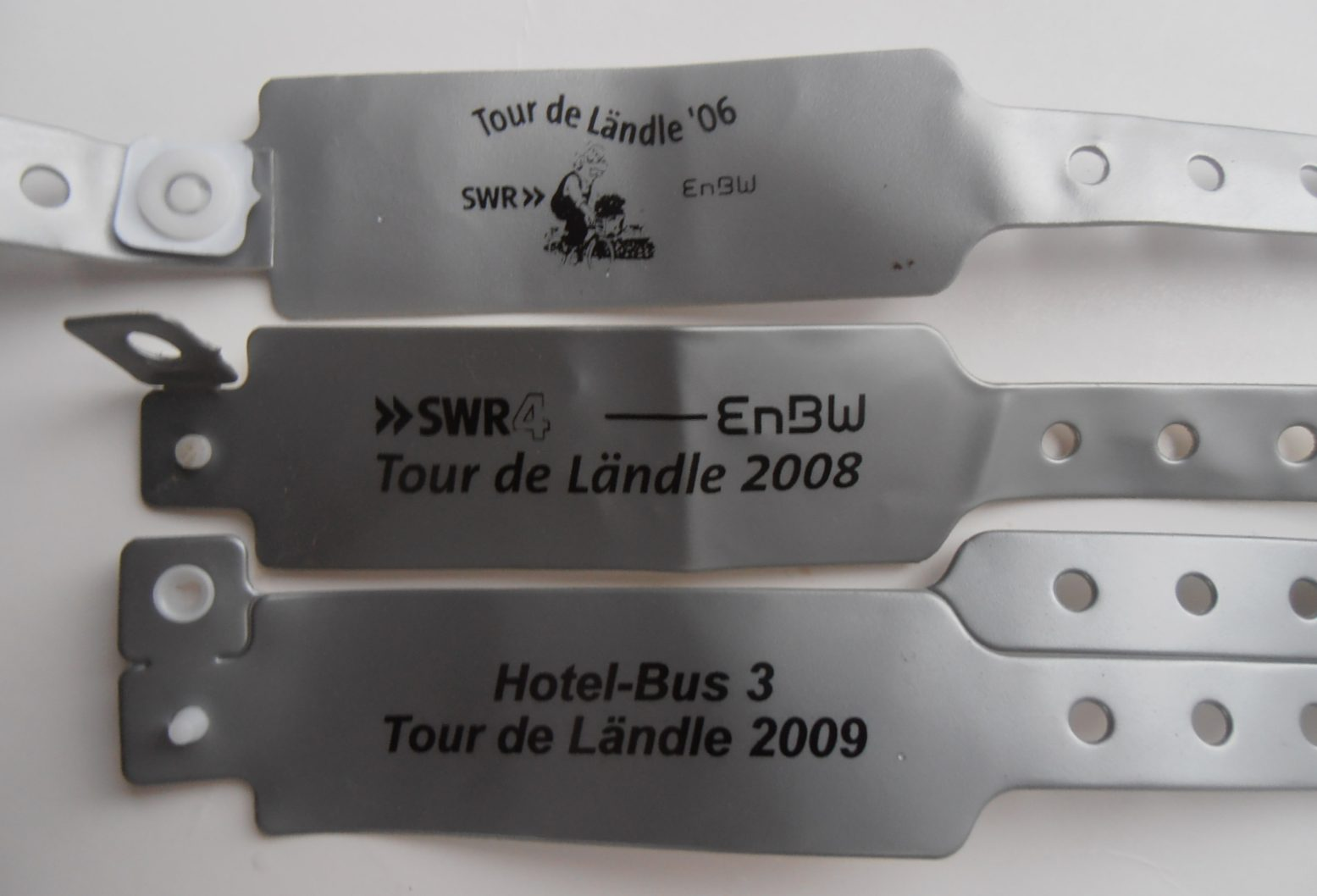
Kunststoff-Kontrollbänder

Armbänder aus Kunststoff sind meist ca. 2 Zentimeter breite Streifen aus Vinyl, Tyvek, Tri-Laminaten, Silikon oder anderen Kunststoffen, welches um den Arm gelegt und mithilfe eines speziellen Verschlusses befestigt werden. Dabei wird ein Noppen durch eine Öse des anderen Endes und durch eine weitere Verschlussöse geschoben. Die Verschlussöse klemmt den Noppen so ein, dass das Band nicht mehr geöffnet werden kann, ohne es zu zerschneiden. Sie eignen sich vor allem bei Verwendung von Chips oder anderen technischen Einrichtungen, da sie die notwendige Stabilität und Schutz vor Einflüssen durch Wasser bieten. Je nach Ausführung bieten sie einen mehr oder minder angenehmen Tragekomfort.

## Papier
Ein Papierstreifen wird um den Arm gelegt und mithilfe einer Klebefläche auf sich selbst geschlossen. Die Klebefläche ist so gestanzt, dass sie nicht oder nur sehr schwer wieder abgelöst werden kann. Das Papier wird in der Regel durch ein Gewebe verstärkt. Papierarmbänder sind im Gegensatz zu Bändern aus Stoff und Kunststoff sehr preiswert, allerdings sehr anfällig für Wasser und andere mechanische Einwirkungen. Daher werden sie in der Regel nur dann eingesetzt, wenn das Band nach einem Tag wieder abgelegt werden kann.
Häufig bestehen vermeintlich aus Papier hergestellte Armbänder tatsächlich aus dem Kunststoff Tyvek.

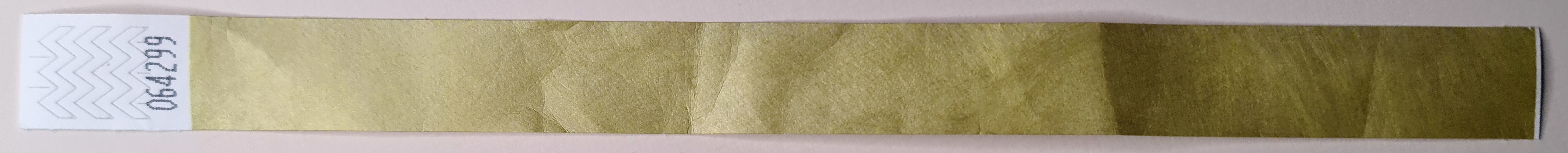
Kontrollband mit gestanzter Klebefläche

## Textilien

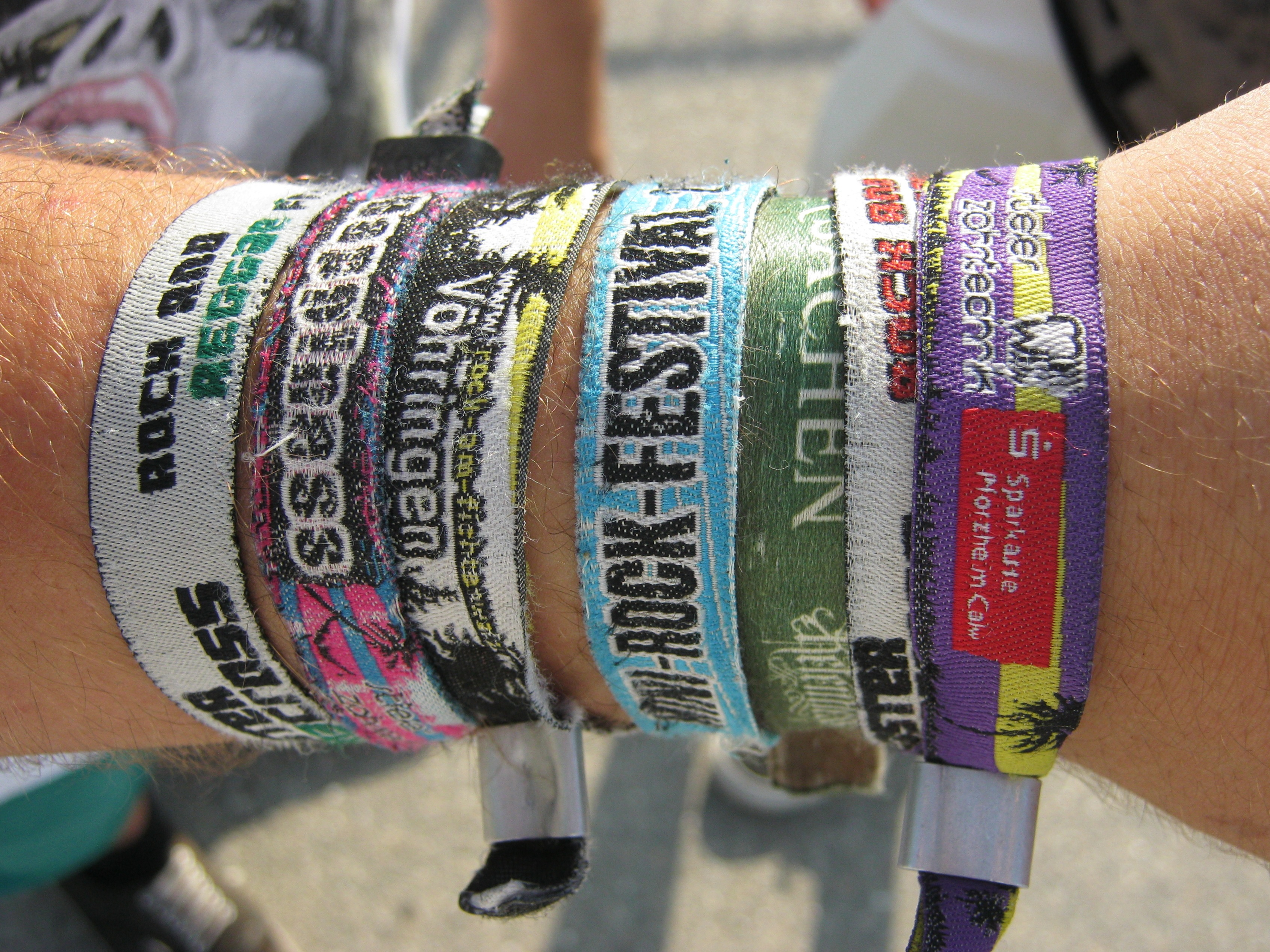
Gesammelte Textil-Bändchen am Unterarm

Bei mehrtägigen Veranstaltungen wie beispielsweise Musikfestivals werden aus Gründen des Tragekomforts häufig Kontrollbänder aus Textil verwandt. Der Begriff Festivalbändchen wird dabei häufig unter den Besuchern synonym verwendet. Das Band wird über eine Aluminium- oder Kunststoffhülse verschlossen, vernäht oder verschweißt. In der Aluminiumvariante wird eine dünne Hülse über die beiden zusammengeführten Enden des Bändchens gestülpt und mithilfe einer speziellen Zange zusammengepresst. Die Aluminiumhülse kann aber mittels eines Schraubenziehers oder ähnlichen Gegenstandes wieder aufgestemmt werden, was ein Abnehmen und Wiederanlegen des Bändchens ermöglicht.
Bei Kunststoffverschlüssen wird über die beiden Enden eine Kunststoffhülse gestülpt, welche mit Widerhaken ausgestattet sind. Zieht man die Hülse in Richtung des Armes, verkleinert sich die Schlaufe um den Arm und wird durch die Widerhaken gesichert. Ein Aufziehen der Schlaufe ist ohne Zerstörung des Verschlusses oder des Bändchens nicht möglich.
Seit 2011 wird bei Rock am Ring eine Methode verwendet, bei der die Enden der Bändchen zusammengeführt und mit einem gewissen Spiel um den Arm des Besuchers festgezogen werden. Dann werden die beiden Enden durch Hitze- und Druckeinwirkung verschweißt.
Auch ein Vernähen der Enden ist bei einigen Festivals üblich.
Festivalbändchen dienen unter Festivalbesuchern oft als Statussymbol. Je mehr Bändchen ein Fan trägt, desto mehr Konzerte und Festivals muss er dazu zwangsläufig besucht haben. Einige Fans tragen daher an beiden Armen so viele Bändchen, dass beide Unterarme komplett mit Stoff bedeckt sind.

## UV-Armbänder
UV Ultra Violet Sensitive Silikon-Armbänder erscheinen klar / weiß, wenn sie keinem UV-Licht ausgesetzt sind. Die UV Armbänder werden für jeden Hautton personalisiert – ein wichtiges Merkmal, da dunkle Menschen mehr Sonneneinstrahlung benötigen, um Vitamin D zu produzieren, das für gesunde Knochen, Zähne und Muskeln unerlässlich ist.